# Colombe à face blanche
Leptotila megalura
Espèce
Statut de conservation UICN

 LC  : Préoccupation mineure
La Colombe à face blanche (Leptotila megalura) est une espèce d'oiseaux de la famille des Columbidae.

## Répartition
Cet oiseau se répand à travers les yungas.

## Habitat
Il habite les montagnes humides tropicales et subtropicales.